# Мостівська волость
Мостівська волость — історична адміністративно-територіальна одиниця Ананьївського повіту Херсонської губернії.
Станом на 1886 рік складалася з 12 поселень, 12 сільських громад. Населення — 6031 особа (3140 чоловічої статі та 2891 — жіночої), 278 дворових господарств.
|                     | Площа, десятин | У тому числі орної, дес. |
| ------------------- | -------------- | ------------------------ |
| Сільських громад    | 2511           | 1775                     |
| Приватної власності | 49170          | 18660                    |
| Казенної власності  | —              | —                        |
| Іншої власності     | 240            | 215                      |
| Загалом             | 51821          | 20650                    |

Поселення волості:
- Мостове (Ляхове, Привільне) — колишнє власницьке містечко при річці Чичиклія за 95 верст від повітового міста, 291 особа, 42 двори, православна церква, єврейська синагога, 12 лавок, 4 постоялих двори, базари через 2 тижні. За 7 верст — паровий млин.
- Змунчилова (Супрунова) — колишнє власницьке село при річці Чичиклія, 196 осіб, 19 дворів, торжок.
- Лідіївка (Скаржинка) — колишнє власницьке село при балці Сухій, 271 особа, 59 дворів, православна церква.